# Filmfare Award имени Р. Д. Бурмана для новых музыкальных талантов
Filmfare имени Р.Д. Бурмана для новых музыкальных талантов (англ. Filmfare RD Burman Award for New Music Talent) — ежегодная награда Filmfare Award с 1995 года.

## Победители и номинанты

### 1990-е
- 1995  А.Р. Рахман

- 1996  Мехбуб

- 1997  Vishal Bhardwaj

- 1998  Картик Раджа

- 1999  Kamaal Khan

| Церемония | Фото лауреатов | Лауреат и номинанты | Фильмы | Песни |
| --------- | -------------- | ------------------- | ------ | ----- |

### 2000-е
- 2000  Исмаил Дарбар

- 2001  Сунидхи Чаухан

- 2002  Шанкар–Эхсан–Лой

- 2003  Гхошал, Шрея

- 2004  Вишал-Шекар

- 2005  Кунал Ганджавала

- 2006  Шантану Мойтра

- 2007  Нареш Айер

- 2008  Монти Шарма

- 2009  Бенни Давал

| Церемония | Фото лауреатов | Лауреат и номинанты | Фильмы | Песни |
| --------- | -------------- | ------------------- | ------ | ----- |

### 2010-е
- 2010  Амит Триведи

- 2011  Снеха Кханвалкар

- 2012  Krsna

- 2013  Neeti Mohan

- 2014  Siddharth Mahadevan

- 2015 Не вручалась

- 2016  Армаан Малик

- 2017  Амит Мисра

- 2018 Не вручалась